# Kooragang
Kooragang est la plus grande et la plus au nord des banlieues de la ville de Newcastle, dans la Hunter Region en Nouvelle-Galles du Sud, en Australie. Dominée par l'île Kooragang, la partie est de la banlieue est principalement industrielle, tandis que la partie ouest est constituée de réserves naturelles. Couvrant une aire de 35,4 km2, elle a une toute petite populations. Au recensement de 2011, la population of Kooragang et des zones industrielles avoisinantes n'était que de 18 personnes.

## Géographie
Kooragang s'étend de Stockton au sud-est jusqu'au pont d'Hexham au nord-ouest. À l'exception d'une petite portion de terre à Hexham, les bras nord et sud du fleuve Hunter forment les frontières de Kooragang.

## Histoire
Kooragang est dominée par l'île de Kooragang, qui a été créé par des terre-pleins qui ont rassemblé plusieurs petites îles dans l'estuaire du Hunter.